# Carl Prützmann
Carl Matthias Ernst Prützmann, auch Carl Martin (* 17. März 1864 Große Kirr; † 30. Mai 1929 Bad Ems) war ein deutscher Windjammer-Kapitän der Hamburger F. Laeisz Reederei.

## Leben
Prützmann wurde 1864 auf der Insel Große Kirr vor Zingst geboren, ist er ein typischer Vertreter der Zingster Kapitäne, die nach dem Niedergang der einheimischen Segelschifffahrt für große Reedereien aus Hamburg, Bremen oder anderen Hafenstädten fuhren.
Seine Prüfung als „Schiffer auf großer Fahrt“ und seine Prüfung in der „Schiffs-Dampfmaschinenkunde“ legte er 1890 und 1894 in Altona ab. Für die Hamburger Reederei F. Laeisz fuhr er die robusten und schnellen Großsegler, die sich als Flying P-Liner einen beachtlichen Ruf erwarben.
Zugleich mit der Order an die Werft Joh. C. Tecklenborg in Geestemünde für die Pangani, gab Laeisz einen gleichlautenden Bauauftrag an die Hamburger Werft Blohm & Voss, die mit der Petschili (Stapellauf 11. März 1903) ihre erste Viermastbark für F. Laeisz zu bauen hatte.
Mit der Bauaufsicht hatte Laeisz Kapitän Carl M. Prützmann beauftragt, er hatte zuvor schon zwei seiner Segler, von 1897 bis 1898 die Bark Paposo und von 1899 bis 1902 das Vollschiff Pampa  geführt.
Die Pangani wurde in Geestemünde als dritte Viermastbark für die Reederei Laeisz als Dreiinselschiff mit 3.054 BRT aus Stahl gebaut und lief im Januar 1903 vom Stapel. Prützmann übernahm nicht, wie es üblich war, das Kommando über den Neubau, sondern Kapitän Julius Schmidt (1868–1930) bis dahin auf der Bark Pamelia.
Laeisz wollte nicht auf seine Erfahrungen verzichten und schickte ihn zu Blohm & Voss um die dort im Entstehen begriffene Petschili zu überwachen. Unter Kapitän Carl M. Prützmann machte sie einschließlich der Jungfernfahrt drei sogenannte Rundreisen nach Chile und zurück nach Europa, stets unter 87 Tage die Hin- bzw. Rückfahrt. Ihre schnellste Fahrt brachte das Schiff unter seinem Kommando 1905 in 59 Tagen vom Englischen Kanal nach Talcahuano in Chile.
Anschließend kehrte er wieder zu Blohm & Voss zurück, um den Bau der Pamir zu überwachen.
Am 29. Juli 1905 lief sie nach der Schiffstaufe um 15.00 Uhr in Hamburg vom Stapel. Das Schiff maß damals 3.020 BRT, führte bis 4.000 Quadratmeter Segel und wurde am 18. Oktober 1905 von der Reederei F. Laeisz in Dienst gestellt. Am 31. Oktober lief sie unter Kapitän Carl M. Prützmann zur Jungfernfahrt und ihrer ersten Reise nach Südamerika aus.
Nach drei weiteren Reisen zog sich dieser tüchtige und ehrgeizige Kapitän von der Seefahrt zurück und kehrte in seinen Heimatort zurück und wurde Amtsvorsteher in Zingst.

## Kapitäns-Laufbahn
- 1897–1898 Bark Bark Paposo (RGVF),
- 1899–1902 Vollschiff Pampa (RJHN)
- 1903–1905 Viermastbark Petschili (RMVJ)    , Jungfernfahrt
- 1905–1908 Viermastbark Pamir (RNVF)    , Jungfernfahrt